# امانوئل ۷
امانوئل ۷ (انگلیسی: Emmanuelle 7) فیلمی در ژانر پورنوگرافی و شهوانی است که در سال ۱۹۹۲ منتشر شد. از بازیگران آن می‌توان به سیلویا کریستل و روبرتو مالون اشاره کرد.